# Eugenio Figueredo Aguerre
Eugenio Hermes Figueredo Aguerre, més conegut com a Eugenio Figueredo (Santa Lucia, Canelones, Uruguai, 10 de març de 1932) és un empresari i dirigent esportiu uruguaià, expresident de l'Associació Uruguaiana de Futbol, exvicepresident de la FIFA i expresident de la CONMEBOL.
El maig de 2015, va ser un dels alts executius de la FIFA acusats de diversos delictes de corrupció en el marc de les investigacions dirigides pel Departament de Justícia dels Estats Units en el conegut com a Cas Fifagate.
L'agost de 2018, va ser condemnat per la justícia uruguaiana a sis anys de presó per diversos delictes de corrupció. Va complir la condemna en llibertat condicional per haver col·laborat amb la justícia. L'octubre de 2019, va ser inhabilitat a perpetuïtat per la FIFA.

## Trajectòria
Eugenio Figueredo va jugar al club de futbol uruguaià, Huracán Buceo, com a lateral dret. Club que va presidir entre el 1971 i el 1972. Del 1997 al 2006 va presidir l'Associació Uruguaiana de Futbol i entre els anys 1997 i 2013 va ser vicepresident de la CONMEBOL.
El 2013, Eugenio Figueredo va assumir la presidència de la CONMEBOL i del 2014 al 2015 va exercir el càrrec de vicepresident de la FIFA.
El desembre de 2013, set clubs de futbol uruguaians i la mútua de futbolistes el van denunciar davant la justícia per estafa, apropiació indeguda i blanqueig de diners durant el seu mandat a la CONMEBOL. Figueredo va recórrer les denúncies i va aconseguir dificultar les investigacions.

## Fifagate
El 27 de maig de 2015, Eugenio Figueredo va ser un dels set membres de la FIFA detinguts a l'Hotel Baur au Lac de Zúric (Suïssa), en el marc de les investigacions liderades pel Departament de Justícia dels Estats Units en el denominat Cas Fifagate. Els dirigents, que estaven preparant el 65è congrés de la FIFA per elegir nou president, van ser formalment acusats de diversos delictes de corrupció. Les investigacions de l'FBI van determinar que els delictes es remuntaven a l'any 1991 i que el total defraudat superava els 150 milions de dòlars. Entre els set detinguts hi havia dos vicepresidents de la FIFA, Jeffrey Webb i el mateix Figueredo, a més de Rafael Esquivel, Julio Rocha, Eduardo Li, Costas Takkas i José Maria Marin.
Simultàniament, una altra operació d'escorcoll es va realitzar a la seu de la CONCACAF a Miami.
Eugenio Figueredo va ser inhabilitat pel Comitè d'Ètica de la FIFA.
El 23 de desembre de 2015, Eugenio Figueredo va ser extradit a l'Uruguai per la justícia suïssa en detriment dels Estats Units, que també reclamaven l'extradició.
El 24 de desembre de 2015, va ser processat i condemnat per la justícia uruguaiana amb pena de presó preventiva per un delicte continuat de frau i blanqueig de diners. Figueredo va admetre haver cobrat irregularment importants quantitats de la CONMEBOL i d'empreses vinculades a diversos tornejos futbolístics com T&T, Torneos y Competencias i, sobretot, de Full Play Group per l'adjudicació de drets comercials a favor d'aquesta empresa.
Eugenio Figueredo, amb l'objectiu de reduir les penes, va pactar amb la justícia uruguaiana l'entrega de 13 immobles situats a Montevideo i a Punta del Este valorats en més de 10 milions de dòlars. Figueredo es va comprometre a facilitar informació sobre la seva participació en societats anònimes i les maniobres delictives perpetrades com a dirigent de la FIFA i la CONMEBOL.
En la seva declaració davant la justícia uruguaiana, Figueredo va denunciar que l'espanyol Gorka Villar, que exercia el càrrec de director general de la CONMEBOL, havia extorsionat a diversos clubs uruguaians que denunciaven la venda a la baixa dels drets audiovisuals de la Copa Libertadores. Gorka Villar va tenir el suport del seu pare, Angel Maria Villar, que aleshores era vicepresident de la FIFA, per pressionar als clubs a retirar les denúncies.
Eugenió Figueredo va passar pocs dies a la Cárcel Central. Va obtenir la presó domiciliària després que un metge certifiqués que s'havia de recuperar d'una intervenció quirúrgica.
L'abril de 2016, el nom de Figueredo va aparèixer en els documents filtrats a l'escàndol conegut com a Papers de Panamà.
El 30 d'agost de 2018, Figueredo va ser condemnat per la justícia uruguaiana a sis anys de presó pels delictes de frau i blanqueig de diners, però no va ingressar a la presó i va continuar en llibertat condicional per haver-ho pactat amb la fiscalia a canvi de proporcionar informació.
El 2 d'octubre de 2019, Figueredo va ser inhabilitat a perpetuïtat pel Comitè d'Ètica de la FIFA i multat amb un milió de francs suïssos per haver infringit l'article 27 (suborn) del codi ètic.
El 6 d'abril de 2020, un tercer escrit de la fiscalia estatunidenca va ampliar les acusacions pel cas Fifagate a quatre implicats més. En el mateix escrit es van reformular les acusacions a tretze dels implicats en els escrits anteriors. Un d'aquests tretze era Eugenio Figueredo, al que s'acusava ara de blanqueig de capitals, frau electrònic i conspiració per a delinquir.